# Nolan Roux
Nolan Roux (Compiègne, Francia, 1 de marzo de 1988) es un exfutbolista francés que jugaba de delantero.

## Trayectoria
Roux empezó jugando al fútbol en el segundo equipo del R. C. Lens. Solo jugó un partido de liga con el primer equipo en la 2008-09, temporada en la que finalizó su contrato y decidió no renovar.
En 2009 firmó un contrato de 5 años con el Stade Brestois de la Ligue 2, y en su primera temporada jugó 35 partidos y marcó 16 goles, mientras que el equipo logró ascender a la Ligue 1. Atrajo el interés de equipos como el Valenciennes F. C. o el S. C. Bastia, pero decidió seguir en el Brest. Sin embargo, no tuvo el mismo acierto y anotó 6 goles en 28 partidos en la temporada 2010-11.
El 18 de enero de 2012 el Lille O. S. C. pagó 8 millones de euros por sus servicios. En esa mitad de temporada jugó 18 partidos y marcó 6 goles, pasando a 32 encuentros y 8 goles en la 2012-13. En la temporada 2013-14 fue una de las piezas clave para que el equipo francés se clasificara para la Liga de Campeones, pues sus 9 goles le dieron triunfos decisivos al Lille, por ejemplo, contra el Olympique de Marsella o el Mónaco. En la temporada 2014-15 fue el máximo goleador de su equipo (de nuevo con 9 tantos anotados), que terminó 8.º en el campeonato.
El 21 de julio de 2015, al no entrar en los planes del entrenador Hervé Renard, se marchó traspasado al A. S. Saint-Étienne. Volvió a marcar 9 goles en la Ligue 1, aunque perdió protagonismo al año siguiente.
En 2017 se incorporó al F. C. Metz. Marcó 15 goles, pero el equipo francés descendió a la Ligue 2. Entre 2018 y 2020 fue jugador del E. A. Guingamp, sufriendo un nuevo descenso a la categoría de plata. El 30 de enero de 2020, ante la falta de minutos de juego en el E. A. Guingamp, rescindió su contrato con el club y fichó por el Nîmes Olympique hasta final de temporada. El 25 de junio renovó por un año más. En agosto de 2021 regresó al L. B. Châteauroux, club en el que se había formado, firmando un contrato de dos años. Pasado ese tiempo quedó libre y desde entonces permaneció sin equipo hasta que el 30 de abril de 2024 anunció su retirada.

## Estadísticas
Actualizado al último partido disputado de su carrera.
| Club                           | Div.          | Temporada     | Liga  | Liga  | Copas nacionales | Copas nacionales | Copas internacionales | Copas internacionales | Total | Total |
| Club                           | Div.          | Temporada     | Part. | Goles | Part.            | Goles            | Part.                 | Goles                 | Part. | Goles |
| ------------------------------ | ------------- | ------------- | ----- | ----- | ---------------- | ---------------- | --------------------- | --------------------- | ----- | ----- |
| R. C. Lens Francia             | 1.ª           | 2008-09       | 1     | 0     | 1                | 1                | —                     | —                     | 2     | 1     |
| R. C. Lens Francia             | Total club    | Total club    | 1     | 0     | 1                | 1                | 0                     | 0                     | 2     | 1     |
| Stade Brestois 29 Francia      | 2.ª           | 2009-10       | 34    | 15    | 3                | 2                | —                     | —                     | 37    | 17    |
| Stade Brestois 29 Francia      | 1.ª           | 2010-11       | 28    | 6     | 1                | 0                | —                     | —                     | 29    | 6     |
| Stade Brestois 29 Francia      | 1.ª           | 2011-12       | 18    | 4     | 2                | 2                | —                     | —                     | 20    | 6     |
| Stade Brestois 29 Francia      | Total club    | Total club    | 80    | 25    | 6                | 4                | 0                     | 0                     | 86    | 29    |
| Lille O. S. C. Francia         | 1.ª           | 2011-12       | 17    | 5     | 1                | 1                | —                     | —                     | 18    | 6     |
| Lille O. S. C. Francia         | 1.ª           | 2012-13       | 32    | 8     | 4                | 3                | 8                     | 0                     | 44    | 11    |
| Lille O. S. C. Francia         | 1.ª           | 2013-14       | 30    | 9     | 3                | 1                | —                     | —                     | 33    | 10    |
| Lille O. S. C. II Francia      | 4.ª           | 2013-14       | 1     | 0     | —                | —                | —                     | —                     | 1     | 0     |
| Lille O. S. C. II Francia      | Total club    | Total club    | 1     | 0     | 0                | 0                | 0                     | 0                     | 1     | 0     |
| Lille O. S. C. Francia         | 1.ª           | 2014-15       | 33    | 9     | 2                | 0                | 8                     | 1                     | 43    | 10    |
| Lille O. S. C. Francia         | Total club    | Total club    | 112   | 31    | 10               | 5                | 16                    | 1                     | 138   | 37    |
| A. S. Saint-Etienne Francia    | 1.ª           | 2015-16       | 29    | 9     | 4                | 0                | 11                    | 2                     | 44    | 11    |
| A. S. Saint-Etienne Francia    | 1.ª           | 2016-17       | 21    | 4     | 2                | 0                | 10                    | 1                     | 33    | 5     |
| A. S. Saint-Etienne Francia    | Total club    | Total club    | 50    | 13    | 6                | 0                | 21                    | 3                     | 77    | 16    |
| A. S. Saint-Étienne II Francia | 5.ª           | 2016-17       | 2     | 0     | —                | —                | —                     | —                     | 2     | 0     |
| A. S. Saint-Étienne II Francia | Total club    | Total club    | 2     | 0     | 0                | 0                | 0                     | 0                     | 2     | 0     |
| F. C. Metz Francia             | 1.ª           | 2017-18       | 35    | 15    | 3                | 1                | —                     | —                     | 38    | 16    |
| F. C. Metz Francia             | Total club    | Total club    | 35    | 15    | 3                | 1                | 0                     | 0                     | 38    | 16    |
| E. A. Guingamp Francia         | 1.ª           | 2018-19       | 26    | 2     | 5                | 1                | —                     | —                     | 31    | 3     |
| E. A. Guingamp Francia         | 2.ª           | 2019-20       | 14    | 2     | 2                | 1                | —                     | —                     | 16    | 3     |
| E. A. Guingamp Francia         | Total club    | Total club    | 40    | 4     | 7                | 2                | 0                     | 0                     | 47    | 6     |
| E. A. Guingamp II Francia      | 4.ª           | 2019-20       | 1     | 0     | —                | —                | —                     | —                     | 1     | 0     |
| E. A. Guingamp II Francia      | Total club    | Total club    | 1     | 0     | 0                | 0                | 0                     | 0                     | 1     | 0     |
| Nîmes Olympique Francia        | 1.ª           | 2019-20       | 7     | 2     | —                | —                | —                     | —                     | 7     | 2     |
| Nîmes Olympique Francia        | 1.ª           | 2020-21       | 19    | 0     | 1                | 0                | —                     | —                     | 20    | 0     |
| Nîmes Olympique Francia        | Total club    | Total club    | 26    | 2     | 1                | 0                | 0                     | 0                     | 27    | 2     |
| L. B. Châteauroux Francia      | 3.ª           | 2021-22       | 25    | 3     | 2                | 0                | —                     | —                     | 27    | 3     |
| L. B. Châteauroux Francia      | 3.ª           | 2022-23       | 23    | 3     | 1                | 0                | —                     | —                     | 24    | 3     |
| L. B. Châteauroux Francia      | Total club    | Total club    | 48    | 6     | 3                | 0                | 0                     | 0                     | 51    | 6     |
| Total carrera                  | Total carrera | Total carrera | 396   | 96    | 37               | 13               | 37                    | 4                     | 470   | 113   |
| 1. 2.                          |               |               |       |       |                  |                  |                       |                       |       |       |

## Palmarés

### Títulos nacionales
| Título  | Club       | País    | Año     |
| ------- | ---------- | ------- | ------- |
| Ligue 2 | R. C. Lens | Francia | 2008-09 |